# Баб'є
Баб'є (словац. Babie) — село у Словаччині, Врановському окрузі Пряшівського краю. Розташоване в східній частині Словаччини в південній частині Низьких Бескидів в долині притоки Топлі.
Уперше згадується в 1330 році.
У селі є протестантський костел (XIV століття) в стилі ранньої готики.

## Населення
| Рік:            | 1994. | 2004.    | 2014.   | 2024.   |
| --------------- | ----- | -------- | ------- | ------- |
| Кількість осіб: | 234   | 261      | 241     | 238     |
| Різниця:        |       | +11,53 % | -7,66 % | -1,24 % |

| Рік:            | 2023. | 2024.   |
| --------------- | ----- | ------- |
| Кількість осіб: | 239   | 238     |
| Різниця:        |       | -0,41 % |

У селі проживає 247 осіб.
Національний склад населення (за даними останнього перепису населення — 2001 року):
- словаки — 99,59 %.

Склад населення за приналежністю до релігії станом на 2001 рік:
- протестанти — 71,14 %,
- римо-католики — 26,02 %,
- греко-католики — 2,44 %,
- не вважають себе вірянами або не належать до жодної вищезгаданої конфесії — 0,41 %.